# Сграда на „Фратели Кауки“
Сградата на „Фратели Кауки“ (на гръцки: Κτίριο "Fratelli Cauchi") е историческа постройка в град Солун, Гърция.

## Местоположение
Къщата е разположена на улица „Катунис“ в традиционния квартал Горна Лададика.

## История
Според напсиса на фасадата под корниза „Fratelli Cauchi Stabiliti nel 1852“ сградата е построена в 1852 година за корабоплавателната компания „Фратели Кауки“. В нея се помещават офисите на профсъюза на докерите, а след обновяването на района през 1996 година и ресторант. Обявен е за защитен обект през 1983 година.

## Архитектура
В архитектурно отношение сградата се състои от приземен етаж, превърнат в магазин, и два етажа. Сградата е еклектично съчетание на елементи на традиционната архитектура, като еркерно издаден чардак на първия етаж, неокласическата архитектура, като разделянето на основа, тяло и венец, декоративна лента с меандри и балюстради, и рококо елементи, като фронтон с релефна декорация. Отворите на фасадата са симетрични и високи.